# Arke
Arke – tytanida w mitologii greckiej, bliźniacza siostra Iris, córka Taumasa i okeanidy Elektry. Podobnie jak siostra uosabiała tęczę, a właściwie jej bladą poświatę.
Podczas tytanomachii była posłanniczką tytanów, za co Zeus odebrał jej skrzydła, które później dał na prezent ślubny Tetydzie i Peleusowi, i wtrącił do Tartaru.
Jej rzymskim odpowiednikiem była Swift.